# Periclimenes brevicarpalis
Periclimenes brevicarpalis (Schenkel, 1902) è un gamberetto della famiglia Palaemonidae.

## Distribuzione e habitat
La specie è diffusa nell'Indo-Pacifico.